# Crab Louie
Crab Louie (denominada también en inglés: crab Louie salad) es una ensalada conocida en la cocina estadounidense también como crab Louie salad o incluso la king of salads. Esta ensalada posee como ingrediente principal la carne de los cangrejos (preferiblemente de Metacarcinus magister). La receta original posee gran tradición y se remonta a comienzos de 1900, localizada en algún lugar de la Costa Oeste de los Estados Unidos.

## Historia
Los orígenes exactos del plato son inciertos, aunque se sabe que los crab Louie ya se servían en San Francisco en el Solari's en 1914. Una receta de la ensalada Crab Louie existe en la publicación de un periódico local titulado Bohemian San Francisco escrito por Clarence E. Edwords, y en la edición de 1910 en un libro de cocina escrito por Victor Hertzler, jefe de cocina del St. Francis Hotel de la ciudad.
Algunos informes mencionan que la ensalada fue creada por Louis Davenport, fundador del Davenport Hotel en Spokane, Washington. Davenport pasó sus años de juventud en San Francisco antes de trasladarse a Spokane Falls. Le hubiera gustado emplear los langostinos de mayor calidad procedentes de Seattle para ser ofrecidos en los platos del Hotel de Chicago y San Francisco. Su receta de la ensalada, que data de 1914, puede encontrarse en los menús históricos del restaurante del hotel. La popularidad de Crab Louie fue disminuyendo desde comienzos del siglo XX; a pesar de ello puede encontrarse en los menús de los restaurantes de la Costa Oeste, incluyendo el Palace Hotel in San Francisco y el Davenport Hotel.

## Características
Se pueden encontrar muchas versiones de esta ensalada americana clásica. Los ingredientes comunes son lechuga iceberg, huevo duro, algunas olivas, un poco de ketchup, mahonesa y limón en pedazos. Otros ingredientes pueden ser: espárragos, pepinillo, cebolla en rodajas, etc. En algunas ocasiones se acompaña de un ingrediente como la salsa Mil Islas.